# Botryllus aster
Botryllus aster is een zakpijpensoort uit de familie van de Styelidae. De wetenschappelijke naam van de soort werd in 1991 voor het eerst geldig gepubliceerd door Claude Monniot.